# The Tin Man
«The Tin Man» (с англ. — «Железный человек») — песня американского кантри-певца и автора-исполнителя Кенни Чесни, вышедшая 19 апреля 1994 года в качестве второго сингла из его дебютного студийного альбома In My Wildest Dreams (1994) на лейбле Capricorn Records. Перезаписанная версия вышла 23 июля 2001 года в качестве третьего сингла из альбома Greatest Hits (2000), изданного на лейбле BNA Records.

## История
«The Tin Man» — это баллада о разбитом сердце человека, который мечтает стать Железным Дровосеком, чтобы у него «не было сердца» и чтобы он не испытывал тех эмоций, которые испытывает. Песня написана в тональности ми мажор с основным аккордом E-C#m-A-B.

## Отзывы
В рецензии 1995 года Фил Клур из Atlanta Journal-Constitution назвал песню «одним из лучших произведений, вышедших из Нашвилла в этом или прошлом году». Стивен Томас Эрлевайн из Allmusic отметил, что песня не «так надраена глянцем», как более поздние баллады Чесни. Рецензия Billboard высоко оценила вокал Чесни, но негативно отнеслась к написанию песни: «[Он] набирает обороты как певец, даже если отсылки к „Волшебнику страны Оз“ здесь немного надоели».
Оригинальная версия позже появилась на первом альбоме Чесни на BNA Records, All I Need to Know. В своей рецензии на этот альбом Эрлевайн написал, что песня «ловко перерабатывает клише» и «передаёт сочетание кантри-инструментария и гимнической поп-музыки, которое стало его фирменным знаком и сделало его звездой».
Чесни перезаписал песню для своего альбома Greatest Hits 2000 года. Эта новая версия была би-сайдом к первому синглу альбома, «I Lost It», а затем стала третьим релизом с него в 2001 году.

## Чарты

### Еженедельные чарты
| Чарт (1994)                       | Высшая позиция |
| --------------------------------- | -------------- |
| США (Billboard Hot Country Songs) | 70             |

| Чарт (2001)                                  | Высшая позиция |
| -------------------------------------------- | -------------- |
| США (Billboard Hot Country Songs)            | 19             |
| Австралия (Billboard Bubbling Under Hot 100) | 7              |